# Festival Internacional de Cine de Venecia de 1985
La 42ª edición del Festival Internacional de Cine de Venecia tuvo lugar entre el 26 de agosto y el 10 de septiembre de 1985.

## Jurados
Las siguientes personas fueron seleccionadas para formar parte del jurado de esta edición:
- Krzysztof Zanussi (Presidente)
- Guido Aristarco
- Gaspare Barbiellini Amidei
- Ricardo Bofill
- Frank Capra
- Jean d'Ormesson
- Odysseas Elytis
- Kon Ichikawa
- Eugène Ionesco
- Elem Klimov
- Lino Micciché
- Zoran Mušič
- John Schlesinger
- Renzo Vespignani

## Selección oficial

### En Competición
Las películas siguientes compitieron para el León de Oro:
| Título en español                | Título original                  | Director(es)          | País            |
| -------------------------------- | -------------------------------- | --------------------- | --------------- |
| Bekçi                            | Bekçi                            | Ali Özgentürk         | Turquía         |
| Dust                             | Dust                             | Marion Hänsel         | Bélgica         |
| Glissando                        | Glissando                        | Mircea Daneliuc       | Rumanía         |
| Family Without a Dinner Table    | Shokutaku no nai ie              | Masaki Kobayashi      | Japón           |
| La dama de las nieves            | Perinbaba                        | Juraj Jakubisko       | Chechoslovaquia |
| Forget Mozart                    | Vergeßt Mozart                   | Miloslav Luther       | RFA             |
| Legend                           | Legend                           | Ridley Scott          | EE. UU.         |
| Zivot je lep                     | Zivot je lep                     | Boro Draskovic        | Yugoslavia      |
| El buque-faro                    | The Lightship                    | Jerzy Skolimowski     | EE.UU.          |
| Mamma Ebe                        | Mamma Ebe                        | Carlo Lizzani         | Italia          |
| La tierra de nadie               | No Man's Land                    | Alain Tanner          | EE.UU.          |
| Planet Parade                    | Parad planet                     | Vadim Abdrashitov     | URSS            |
| Los paraísos perdidos            | Los paraísos perdidos            | Basilio Martín Patino | España          |
| Pervola, sporen in de sneeuw     | Pervola, sporen in de sneeuw     | Orlow Seunke          | Países Bajos    |
| Police                           | Police                           | Maurice Pialat        | Francia         |
| El honor de los Prizzi           | Prizzi's Honor                   | John Huston           | EE.UU.          |
| Réquiem por un campesino español | Réquiem por un campesino español | Francesc Betriu       | España          |
| El zapato de raso                | Le soulier de satin              | Manoel de Oliveira    | Portugal        |
| Stone Years                      | Petrina hronia                   | Pantelis Voulgaris    | Grecia          |
| Mer mankutyan tangon             | Mer mankutyan tangon             | Albert Mkrtchyan      | URSS            |
| Tangos, el exilio de Gardel      | Tangos, el exilio de Gardel      | Fernando Solanas      | Argentina       |
| Sin techo ni ley                 | Sans toit ni loi                 | Agnès Varda           | Francia         |
| La donna delle meraviglie        | La donna delle meraviglie        | Alberto Bevilacqua    | Italia          |

### Fuera de concurso
Las películas siguientes fueron seleccionadas para ser exhibidas como fuera de concurso:
| Título en español | Título original    | Director(es)   | País        |
| ----------------- | ------------------ | -------------- | ----------- |
| Orfeo             | Orfeo              | Claude Goretta | Italia      |
| Pasaje a la India | A Passage to India | James Ivory    | Reino Unido |

### Eventos especiales
Las películas siguientes fueron seleccionadas para ser exhibidas como eventos especiales:
| Título en español                                             | Título original                                               | Director(es)       | País          |
| ------------------------------------------------------------- | ------------------------------------------------------------- | ------------------ | ------------- |
| The Runner                                                    | Davandeh                                                      | Amir Naderi        | Irán          |
| Muerte de un viajante                                         | Death of a Salesman                                           | Volker Schlöndorff | EE.UU.        |
| George Stevens: Viaje de un cineasta                          | George Stevens: A Filmmaker's Journey                         | George Stevens Jr. | EE.UU.        |
| Janyo-mok                                                     | Janyo-mok                                                     | Chi Sang-hak       | Corea del Sur |
| Frida, naturaleza viva                                        | Frida, naturaleza viva                                        | Paul Leduc         | México        |
| Le neveu de Beethoven                                         | Le neveu de Beethoven                                         | Paul Morrissey     | Francia       |
| Masacre: Ven y mira                                           | Idi i smotri                                                  | Elem Klimov        | URSS          |
| Mi hijo el Che - Un retrato de familia de don Ernesto Guevara | Mi hijo el Che - Un retrato de familia de don Ernesto Guevara | Fernando Birri     | Cuba          |
| Signé Renart                                                  | Signé Renart                                                  | Michel Soutter     | Francia       |
| Paradigma                                                     | Paradigma                                                     | Krzysztof Zanussi  | Francia       |
| Shanghai zhi ye                                               | Shanghai zhi ye                                               | Hark Tsui          | Hong Kong     |
| La reina Kelly                                                | Queen Kelly                                                   | Erich von Stroheim | EE. UU.       |

40.º aniversario de la liberación
| Título en español                    | Título original                       | Director(es)                                                             | País        | Año  |
| ------------------------------------ | ------------------------------------- | ------------------------------------------------------------------------ | ----------- | ---- |
| La caída de Berlín                   | Berlin                                | Yuli Raizman                                                             | URSS        | 1945 |
| El peatón                            | Der Fußgänger                         | Maximilian Schell                                                        | RFA         | 1973 |
| George Stevens: Viaje de un cineasta | George Stevens: A Filmmaker's Journey | George Stevens Jr.                                                       | EE.UU.      | 1984 |
| Add tudtul fiandnak                  | Add tudtul fiandnak                   | Imre Gyöngyössy, Barna Kabay                                             | Turquía     |      |
| El proceso de Burgos                 | El proceso de Burgos                  | Imanol Uribe                                                             | España      | 1979 |
| Giorni di gloria                     | Giorni di gloria                      | Mario Serandrei, Marcello Pagliero, Giuseppe de Santis, Luchino Visconti | Italia      | 1945 |
| La noche de San Lorenzo              | La notte di San Lorenzo               | Hermanos Taviani                                                         | Italia      | 1982 |
| Le temps du ghetto                   | Le temps du ghetto                    | Frédéric Rossif                                                          | Francia     | 1961 |
| L'orchestre noir                     | L'orchestre noir                      | Stéphan Lejeune                                                          | Francia     | 1985 |
| Mémoires                             | Mémoires                              | Jean-Jacques Andrien                                                     | Francia     | 1984 |
| Noche y niebla                       | Nuit et Brouillard                    | Alain Resnais                                                            | Francia     | 1955 |
| La pasajera                          | Pasazerka                             | Andrzej Munk, Witold Lesiewicz                                           | Polonia     | 1963 |
| Roma, ciudad abierta                 | Roma città aperta                     | Roberto Rossellini                                                       | Italia      | 1945 |
| Shoah                                | Shoah                                 | Claude Lanzmann                                                          | Francia     | 1985 |
| The memory of the Camps              | The memory of the Camps               | Colin Wills                                                              | Reino Unido | 1945 |

90.º aniversario del nacimiento del cine
| Título en español                                 | Título original   | Director(es)    | País    |      |
| ------------------------------------------------- | ----------------- | --------------- | ------- | ---- |
| La presa di Roma (corto)                          | Filoteo Alberini  | Italia          | 1905    |      |
| L'Arrivée d'un train en gare de La Ciotat (corto) | Hermanos Lumière  | Francia         | 1895    |      |
| El regador regado (corto)                         | L'Arroseur arrosé | Pierre Tchernia | Francia | 1896 |
| La Sortie des usines Lumière (corto)              | Hermanos Lumière  | Francia         | 1895    |      |
| Le Repas de bébé                                  | Hermanos Lumière  | Francia         | 1895    |      |

### Venezia Giovani
| Título en español                         | Título original              | Director(es)    | País      |
| ----------------------------------------- | ---------------------------- | --------------- | --------- |
| Regreso al futuro                         | Back to the Future           | Robert Zemeckis | EE.UU.    |
| Cocoon                                    | Cocoon                       | Ron Howard      | EE.UU.    |
| Apartamento para tres en Echo Park        | Echo Park                    | Robert Dornhelm | EE.UU.    |
| Los señores del acero                     | Flesh+Blood                  | Paul Verhoeven  | EE.UU.    |
| Fletch: el camaleón                       | Fletch                       | Michael Ritchie | EE.UU.    |
| Desde Liverpool con amor                  | Letter to Brezhnev           | Chris Bernard   | EE.UU.    |
| Mad Max: más allá de la cúpula del trueno | Mad Max Beyond Thunderdome   | George Miller   | Australia |
| Tex and the Lord of the Deep              | Tex and the Lord of the Deep | Duccio Tessari  | Italia    |
| Karnabal                                  | Karnabal                     | Carles Mira     | España    |
| Running Out of Luck                       | Running Out of Luck          | Julien Temple   | EE.UU.    |
| Silverado                                 | Silverado                    | Lawrence Kasdan | EE.UU.    |

### Venezia TV
| Título en español          | Título original            | Director(es)     | País        |
| -------------------------- | -------------------------- | ---------------- | ----------- |
| Countdown to Looking Glass | Countdown to Looking Glass | Fred Barzyk      | Canadá      |
| Ghiariva                   | Ghiariva                   | Francesco Canova | Suiza       |
| Oscar Wilde                | Oscar Wilde                | Henry Herbert    | Reino Unido |
| Skuggan av Henry           | Skuggan av Henry           | Jon Lindström    | Suecia      |

### Venezia De Sica
| Título original               | Director(es)                      |
| ----------------------------- | --------------------------------- |
| Aldis (corto)                 | Giuseppe M. Gaudino               |
| Azzurri (corto)               | Eugenio Masciari                  |
| Blu cobalto                   | Gianfranco Fiore                  |
| Collage                       | Sarenco                           |
| Elogio della pazzia           | Roberto Aguerre                   |
| Fratelli                      | Loredana Dordi                    |
| Il risveglio di Paul          | Michele Saponaro                  |
| I ragazzi della periferia sud | Gianni Minello                    |
| Malattia del vivere           | Marino Maranzana                  |
| L'amara scienza               | Nicola De Rinaldo                 |
| La vita di scorta             | Piero Vida                        |
| Prima del futuro              | Fabrizio Caleffi, Ettore Pasculli |

## Secciones independientes

### Semana de la crítica Internacional
Las películas siguientes fueron seleccionadas para la 3.ª Semana Internacional de la Crítica del Festival de Cine de Venecia:
| Título en España          | Título original        | Director(es)                     | País           |
| ------------------------- | ---------------------- | -------------------------------- | -------------- |
| A Strange Love Affair     | A Strange Love Affair  | Eric de Kuyper y Paul Verstraten | Países Bajos   |
| El Haimoune               | El Haimoune            | Nacer Khemir                     | Túnez          |
| Fandango                  | Fandango               | Kevin Reynolds                   | Estados Unidos |
| Ain't Nothin' Without You | Nicht nichts ohne Dich | Pia Frankenberg                  | RFA            |
| Der Rekord                | Der Rekord             | Daniel Helfer                    | Reino Unido    |
| A tanítványok             | A tanítványok          | Géza Bereményi                   | Hungría        |
| Vientos de tempestad      | A tanítványok          | Rodoslaw Piwowarski              | Polonia        |

## Retrospectivas
Homenaje a Walt Disney
Se proyectaron una amplia selección de los cortometrajes de Walt Disney.

## Premios

### Sección oficial-Venecia 42
Las siguientes películas fueron premiadas en el festival:
- León de Oro a la mejor película: Sin techo ni ley de Agnès Varda
- Gran Premio especial del jurado: Tangos, el exilio de Gardel de Fernando Solanas
- Premio especial del jurado: El buque-faro de Jerzy Skolimowski
- León de Plata: Dust de Marion Hänsel
- Copa Volpi a la mejor interpretación: 
  - Mejor Actorː Gérard Depardieu por Police
  - Mejor actrizː Desierto[10]

Mención especial:
- - Sonja Savić por Zivot je lep
  - Galya Novents por Mer mankutyan tangon
  - Themis Bazaka por Stone Years
- León de Oro a la trayectoria: 
  - Federico Fellini
  - John Huston
  - Manoel de Oliveira
- Premio Sergio Trasatti 
  - Manoel de Oliveira por El zapato de raso

Mención especial: Juraj Jakubisko por La dama de las nieves